# Woprosy fiłosofii
Woprosy fiłosofii (ros. Вопросы философии, czyli „Zagadnienia filozofii”) – czołowe czasopismo filozoficzne w Rosji, wydawane pod patronatem prezydium Rosyjskiej Akademii Nauk. Ukazuje się od 1947 roku, początkowo trzy razy rocznie. W roku 1951 częstotliwość się podwoiła, a od 1958 roku kolejne numery wydawane są co miesiąc. Zakres tematyki pisma obejmuje wszystkie dyscypliny filozoficzne: historię filozofii, epistemologię, metodologię nauk, itd. Obecnie czasopismo jest dostępne przede wszystkim w wersji papierowej, ale redakcja realizuje stopniową digitalizację opublikowanych już materiałów.
| Redaktor naczelny | Lata    |
| ----------------- | ------- |
| B. М. Kiedrow     | od 1947 |
| D.I. Czesnokow    | od 1949 |
| F.W. Konstantinow | od 1952 |
| M.D. Kammari      | od 1954 |
| A.F. Okułow       | od 1959 |
| M.B. Mitin        | od 1960 |
| I.T. Frołow       | od 1968 |
| W.S. Siemionow    | od 1977 |
| W.A. Lektorski    | od 1987 |
| B.I. Prużynin     | od 2009 |

## Wybrane publikacje
- Войтыла, Кароль. Основания этики[1] // „Woprosy fiłosofii”, 1991, nr 1, str. 29-59.